# ザ・コジャック
株式会社ザ・コジャック（THE KOJAK）は、かつて存在した企業。京阪グループに属していた。名前の由来は親会社の「江若交通」の江若をもじって名づけられた。大津市堅田（旧堅田駅跡地）に「スポーツクラブ コジャック」・京阪三条駅の京阪三条北ビル内で喫茶店を経営していた。

## 沿革
- 1987年（昭和62年）
  - 4月24日：設立
  - 5月24日：京阪本線の京都市内地下化に合わせて京阪三条北ビルB2Fに「喫茶コジャック」を開店
  - 7月4日：「スポーツセンター コジャック」開業
- 2001年（平成13年）4月1日：「スポーツクラブ コジャック」としてリニューアルオープン
- 2015年 (平成27年) 10月1日：会社解散。「スポーツクラブ コジャック」の運営を株式会社ケー・エス・シー（本社：大阪府大阪市北区）に譲渡[1]。